# Résolution 1553 du Conseil de sécurité des Nations unies
Membres permanents
- Chine
- États-Unis
- France
- Royaume-Uni
- Russie

Membres non permanents
- Algérie
- Allemagne
- Angola
- Bénin
- Brésil
- Chili
- Espagne
- Pakistan
- Philippines
- Roumanie

Résolution no 1552 Résolution no 1554
La résolution 1553 du Conseil de sécurité des Nations unies est adoptée à l'unanimité le 29 juillet 2004. Après avoir rappelé les résolutions précédentes sur Israël et le Liban, y compris les résolutions 425 (de 1978), 426 (de 1978) et 1525 (de 2004), le Conseil de sécurité proroge le mandat de la Force intérimaire des Nations unies au Liban (FINUL) pour une nouvelle période de six mois jusqu'au 31 janvier 2005.

## Résolution

### Observations
Le Conseil de sécurité rappelle la conclusion du secrétaire général, Kofi Annan, selon laquelle Israël a retiré ses forces du Liban à compter du 16 juin 2000, conformément à la résolution 425. Il souligne le caractère temporaire de l'opération de la Force intérimaire des Nations unies au Liban et note qu'elle a achevé deux des trois parties de son mandat, tout en exprimant sa préoccupation quant à la possibilité d'une escalade de la tension.

### Contenu
Le gouvernement libanais salue les mesures prises pour rétablir son autorité dans le sud du Liban grâce au déploiement des forces libanaises. Les parties sont instamment priées de garantir l'entière liberté de mouvement de la Force intérimaire des Nations unies au Liban et d'assurer sa sécurité. Israël et le Liban sont tous deux appelés à respecter les engagements de respecter la ligne de retrait identifiée par les Nations unies. Toutes les violations aériennes, maritimes et terrestres de la ligne sont condamnées, en plus de susciter l'inquiétude du conseil.
La résolution soutient les efforts déployés par la FINUL pour surveiller les violations de la ligne de retrait et les efforts de déminage. Le Conseil encourage la nécessité de fournir des cartes supplémentaires de l'emplacement des mines terrestres. Le secrétaire général est prié de poursuivre les consultations avec le gouvernement libanais et les pays fournisseurs de contingents concernant la mise en œuvre de la résolution actuelle. Il lui est en outre demandé de faire un rapport sur les activités de la FINUL et sur les tâches menées par l'Organisme des Nations unies chargé de la surveillance de la trêve (ONUST).
Enfin, la résolution conclue en soulignant l'importance d'une paix juste et durable au Moyen-Orient sur la base des résolutions pertinentes du Conseil de sécurité, notamment la 242 (de 1967) et la 338 (de 1973).